# プレクチン
プレクチン（英: plectin）は、ほぼすべての哺乳類の細胞に見つかる巨大なタンパク質で、細胞骨格の3つの主要な構成要素であるアクチンマイクロフィラメント、微小管、中間径フィラメントの間の連結部として機能する。加えてプレクチンは、異なる細胞を構造的に連結している細胞膜のジャンクションと細胞骨格とを結合する。これらの異なるネットワークを結び付けることによって、プレクチンは組織の機械的完全性や粘弾性の維持に重要な役割を果たす。

## 構造
プレクチンはいくつかの選択的スプライシングを受けたアイソフォームで細胞内に存在し、そのすべてが約500 kDaで4000以上のアミノ酸からなる。プレクチンは中央部のαヘリックスからなるコイルドコイルの両端にそれぞれ巨大な球状ドメインが連結された構造をしており、二量体を形成していると考えられている。これらの球状ドメインはプレクチンとさまざまな細胞骨格の標的との連結を担う。C末端側のドメインは6つの相同なリピート領域からなる。このドメインの5番目と6番目のサブドメインが、サイトケラチンやビメンチンといった中間径フィラメントを結合することが知られている。反対側のN末端ドメインには、アクチンへの結合を担う領域が存在する。2004年には、このアクチン結合ドメインの正確な結晶構造がマウスで決定され、2つのカルポニン相同ドメインから構成されることが示された。プレクチンはほぼすべての哺乳類の組織で発現している。心筋と骨格筋では、プレクチンはZ膜（Z線）として知られる部分に局在している。プレクチンは、ビンキュリン、デスミン、アクチン、フォドリン、微小管結合タンパク質、核ラミンB、スペクトリンαI、ビメンチン、インテグリンβ4などと結合する。

## 機能
プレクチンのノックアウトマウスを用いた研究によって、プレクチンの機能にが明らかにされた。マウスは出生後2–3日で死亡し、角化細胞の変性を含む皮膚の顕著な異常がみられた。また、骨格筋と心筋も大きな影響を受けていた。心筋の介在板は崩壊しサルコメアは不定形となり、異常な孤立した筋原線維の束やZ膜構成要素の細胞内蓄積も観察された。筋細胞でのビンキュリンの発現は大きくダウンレギュレーションされていた。金コロイドによる免疫電子顕微鏡像、イムノブロッティング、免疫蛍光染色実験によって、プレクチンは細胞骨格の3つの主要構成要素の全てと結合していることが判明した。筋肉ではプレクチンはZ膜の周縁部に結合し、中間径フィラメントタンパク質デスミンとともに、隣接するZ膜との横方向の連結を形成している可能性がある。このプレクチンとデスミンとの相互作用は、Z膜周辺とサルコメアの残りの部分の双方において、筋原線維とミトコンドリアとの密接な結合も促進しているようである。またプレクチンは、デスモソームやヘミデスモソームといった、細胞間の中間径フィラメントネットワークを連結している細胞間ジャンクションと細胞骨格との連結にも機能している。プレクチンはデスモソームに局在することが示されており、in vitroでの研究では、デスモソームタンパク質デスモプラキンと中間径フィラメントとの間のブリッジを形成することが示されている。ヘミデスモソームでは、プレクチンはhemidesmosome plaqueのインテグリンβ4サブユニットと相互作用し、中間径フィラメントのサイトケラチンをジャンクションへ連結させるクランプのように機能する。

## 臨床的意義
プレクチンをコードする遺伝子PLECの変異は、筋ジストロフィー合併型単純型表皮水疱症（epidermolysis bullosa simplex with muscular dystrophy）と関連している。近年、PLECのミスセンス変異が一部の人々の心房細動の原因となることが提唱されている。筋ジストロフィー合併型単純型表紙水疱症を伴う孤立性左室心筋緻密化障害（isolated left ventricular non-compaction accompanying epidermolysis bullosa simplex with muscular dystrophy）についても指摘がなされている。またプレクチンは、すい臓がんのバイオマーカーとなることが提唱されている。プレクチンは通常は細胞質に存在するタンパク質であるが、膵管腺癌（pancreatic ductal adenocarcinoma）では細胞膜に発現しており、そのためがん細胞の標的化に利用できる可能性がある。

## 関連文献
- “Progress in epidermolysis bullosa: the phenotypic spectrum of plectin mutations”. Experimental Dermatology 14 (4):  241–9. (Apr 2005). doi:10.1111/j.0906-6705.2005.00324.x. PMID 15810881.
- “Protein kinase A- and protein kinase C-regulated interaction of plectin with lamin B and vimentin”. Proceedings of the National Academy of Sciences of the United States of America 88 (9):  3812–6. (May 1991). Bibcode: 1991PNAS...88.3812F. doi:10.1073/pnas.88.9.3812. PMC 51543. PMID 2023931.
- “Plectin and IFAP-300K are homologous proteins binding to microtubule-associated proteins 1 and 2 and to the 240-kilodalton subunit of spectrin”. The Journal of Biological Chemistry 262 (3):  1320–5. (Jan 1987). PMID 3027087.
- “Identification of plectin as a substrate of p34cdc2 kinase and mapping of a single phosphorylation site”. The Journal of Biological Chemistry 271 (14):  8203–8. (Apr 1996). doi:10.1074/jbc.271.14.8203. PMID 8626512.
- “Human plectin: organization of the gene, sequence analysis, and chromosome localization (8q24)”. Proceedings of the National Academy of Sciences of the United States of America 93 (9):  4278–83. (Apr 1996). Bibcode: 1996PNAS...93.4278L. doi:10.1073/pnas.93.9.4278. PMC 39526. PMID 8633055.
- “Defective expression of plectin/HD1 in epidermolysis bullosa simplex with muscular dystrophy”. The Journal of Clinical Investigation 97 (10):  2289–98. (May 1996). doi:10.1172/JCI118671. PMC 507309. PMID 8636409.
- “Plectin deficiency results in muscular dystrophy with epidermolysis bullosa”. Nature Genetics 13 (4):  450–7. (Aug 1996). doi:10.1038/ng0896-450. PMID 8696340.
- “Loss of plectin causes epidermolysis bullosa with muscular dystrophy: cDNA cloning and genomic organization”. Genes & Development 10 (14):  1724–35. (Jul 1996). doi:10.1101/gad.10.14.1724. PMID 8698233.
- “Basic amino acid residue cluster within nuclear targeting sequence motif is essential for cytoplasmic plectin-vimentin network junctions”. The Journal of Cell Biology 134 (6):  1455–67. (Sep 1996). doi:10.1083/jcb.134.6.1455. PMC 2121005. PMID 8830774.
- “Homozygous deletion mutations in the plectin gene (PLEC1) in patients with epidermolysis bullosa simplex associated with late-onset muscular dystrophy”. Human Molecular Genetics 5 (10):  1539–46. (Oct 1996). doi:10.1093/hmg/5.10.1539. PMID 8894687.
- “A pancreatic cancer-specific expression profile”. Oncogene 13 (8):  1819–30. (Oct 1996). PMID 8895530.
- “Not just scaffolding: plectin regulates actin dynamics in cultured cells”. Genes & Development 12 (21):  3442–51. (Nov 1998). doi:10.1101/gad.12.21.3442. PMC 317224. PMID 9808630.
- “Myopathy, myasthenic syndrome, and epidermolysis bullosa simplex due to plectin deficiency”. Journal of Neuropathology and Experimental Neurology 58 (8):  832–46. (Aug 1999). doi:10.1097/00005072-199908000-00006. PMID 10446808.
- “Binding of integrin alpha6beta4 to plectin prevents plectin association with F-actin but does not interfere with intermediate filament binding”. The Journal of Cell Biology 147 (2):  417–34. (Oct 1999). doi:10.1083/jcb.147.2.417. PMC 2174221. PMID 10525545.
- “Identification of the cytolinker plectin as a major early in vivo substrate for caspase 8 during CD95- and tumor necrosis factor receptor-mediated apoptosis”. Molecular and Cellular Biology 20 (15):  5665–79. (Aug 2000). doi:10.1128/MCB.20.15.5665-5679.2000. PMC 86037. PMID 10891503.
- “A compound heterozygous one amino-acid insertion/nonsense mutation in the plectin gene causes epidermolysis bullosa simplex with plectin deficiency”. The American Journal of Pathology 158 (2):  617–25. (Feb 2001). doi:10.1016/S0002-9440(10)64003-5. PMC 1850321. PMID 11159198.
- “Fully functional, naturally occurring and C-terminally truncated variant human immunodeficiency virus (HIV) Vif does not bind to HIV Gag but influences intermediate filament structure”. The Journal of General Virology 82 (Pt 3):  561–73. (Mar 2001). doi:10.1099/0022-1317-82-3-561. PMID 11172097.
- “Epidermolysis bullosa with congenital pyloric atresia: novel mutations in the beta 4 integrin gene (ITGB4) and genotype/phenotype correlations”. Pediatric Research 49 (5):  618–26. (May 2001). doi:10.1203/00006450-200105000-00003. PMID 11328943.
- “Cutting edge: integration of human T lymphocyte cytoskeleton by the cytolinker plectin”. Journal of Immunology 167 (2):  641–5. (Jul 2001). doi:10.4049/jimmunol.167.2.641. PMID 11441066.
- “A site-specific plectin mutation causes dominant epidermolysis bullosa simplex Ogna: two identical de novo mutations”. The Journal of Investigative Dermatology 118 (1):  87–93. (Jan 2002). doi:10.1046/j.0022-202x.2001.01591.x. PMID 11851880.